# Kanton Saarlouis
Der Kanton Saarlouis (Französisch „canton de Sarre-Libre“, später „canton de Sarrelouis“) war ein Kanton im Département Moselle, der von 1795 bis 1815 bestand.

## Geschichte
Der Kanton entstand 1801 im damaligen Arrondissement Thionville.
1802 hatte der Kanton 15.858 Einwohner in 27 Gemeinden.
Im Zweiten Pariser Frieden 1815 musste Frankreich 18 Gemeinden des Kantons Saarlouis an Preußen abtreten.

## Gemeinden
| Französischer Gemeindename 1802                 | Einwohner 1802 | Heutige Gemeindezugehörigkeit | Heutiger Landkreis oder ähnliches |
| ----------------------------------------------- | -------------- | ----------------------------- | --------------------------------- |
| Bérus                                           | 689            | Überherrn                     | Landkreis Saarlouis               |
| Bisten et Linsel                                | 209            | Überherrn                     | Landkreis Saarlouis               |
| Bisten im Loch                                  | 277            | Bisten-en-Lorraine            | Arrondissement Boulay-Moselle     |
| Creutzwald-la-Croix                             | 476            | Creutzwald                    | Arrondissement Boulay-Moselle     |
| Creutzwald-la-Houve                             | 287            | Creutzwald                    | Arrondissement Boulay-Moselle     |
| Creutzwald-Wilhelmsbronn                        | 284            | Creutzwald                    | Arrondissement Boulay-Moselle     |
| Diesen (haut et bas)                            | 94             | Diesen                        | Arrondissement Forbach            |
| Differten                                       | 633            | Wadgassen                     | Landkreis Saarlouis               |
| Enstroff                                        | 375            | Ensdorf (Saar)                | Landkreis Saarlouis               |
| Falck                                           | 334            | Falck                         | Arrondissement Boulay-Moselle     |
| Forweiler-nouveau                               | 436            | Saarlouis                     | Landkreis Saarlouis               |
| Forweiler-vieux                                 | 437            | Überherrn                     | Landkreis Saarlouis               |
| Fridricksweiler                                 | 93             | Wadgassen                     | Landkreis Saarlouis               |
| Grisborn ou Krisborn                            | 202            | Schwalbach (Saar)             | Landkreis Saarlouis               |
| Ham-sous-Varsberg                               | 467            | Ham-sous-Varsberg             | Arrondissement Boulay-Moselle     |
| Hostenbach                                      | 283            | Wadgassen                     | Landkreis Saarlouis               |
| Hultzweiler                                     | 320            | Schwalbach (Saar)             | Landkreis Saarlouis               |
| Listroff et les Hussards                        | 944            | Saarlouis                     | Landkreis Saarlouis               |
| Loutre ou Frauloutern                           | 621            | Saarlouis                     | Landkreis Saarlouis               |
| Merten et Bibling                               | 682            | Merten (Moselle)              | Arrondissement Boulay-Moselle     |
| Porcelette                                      | 532            | Porcelette                    | Arrondissement Forbach            |
| Puttelange-lès-Sarrelouis ou Pettelange-Créange | 830            | Püttlingen                    | Regionalverband Saarbrücken       |
| Roden                                           | 1159           | Saarlouis                     | Landkreis Saarlouis               |
| Sarrelouis ou Sarre-Libre                       | 4031           | Saarlouis                     | Landkreis Saarlouis               |
| Schaffausen, Verbel et Wadgasse                 | 451            | Wadgassen                     | Landkreis Saarlouis               |
| Uberhern                                        | 334            | Überherrn                     | Landkreis Saarlouis               |
| Varsberg                                        | 384            | Varsberg                      | Arrondissement Boulay-Moselle     |

## Gemeinden (1801)
Bérus, Bisten et Linsel, Bisten-im-Loch, Creutzwald-la-Croix, Creutzwald-la-Houve, Creutzwald-Wilhelmsbronn, Differten, Disen-bas, Enstroff, Falck, Forweiler-nouveau, Forweiler-vieux, Fridericksweiler, Grisborn, Ham-lès-Bisten-im-Loch, Hostenbach, Hultzweiler et Saint-Laurent, Listroff, Loutre, Merten, Porcelette, Pettelange-Créhange, Roden, Sarre-Libre ou Sarrelouis, Schaffausen, Uberhern, Warsberg.

## Gemeinden (1795)
- Kanton 1: Sarre-libre ou Sarrelouis.[1]
- Kanton 2: Beaumarais et Les Picards, Bederstroff, Duren, Enstroff, Felsberg, Forweiler-vieux, Forweiler-nouveau, Grisborn, Hostenbach, Hutweiler, Itterstroff, Kerling, Limberg-haut, Limberg-bas, Listroff, Loutre, Pettelange-Créhange, Roden, Sainte-Barbe, Schaffausen, Werbel et Wadgasse, Vaudrevange.[1]